# Deisheline Mayers
Deisheline Yoshielka Mayers Scott (* 14. Juli 2000) ist eine costa-ricanische Leichtathletin, die sich auf das Kugelstoßen spezialisiert hat und in dieser Disziplin Inhaberin des Landesrekordes ist. Zudem tritt sie auch im Speerwurf an. 

## Sportliche Laufbahn
Erste internationale Erfahrungen sammelte Deisheline Mayers im Jahr 2019, als sie bei den U20-Panamerikameisterschaften in San José mit einer Weite von 12,56 m den sechsten Platz im Kugelstoßen belegte und mit dem Diskus mit 36,88 m auf Rang acht gelangte. Im Jahr darauf siegte sie mit 12,06 m bei den Zentralamerikameisterschaften ebendort und gewann dort mit 33,63 m die Silbermedaille im Speerwurf hinter ihrer Landsfrau Génova Arias. 2021 verteidigte sie bei den Zentralamerikameisterschaften in San José mit 13,84 m ihren Titel im Kugelstoßen und gewann im Speerwurf mit 42,85 m erneut die Silbermedaille, diesmal hinter der Nicaraguanerin Dalila Rugama. Kurz darauf siegte sie mit neuem Landesrekord von 14,90 m bei den U23-NACAC-Meisterschaften ebendort und siegte mit 41,98 m auch mit dem Speer. Anfang Dezember gelangte sie dann bei den erstmals ausgetragenen Panamerikanischen Juniorenspielen in Cali mit 14,44 m auf Rang sieben im Kugelstoßen.
2021 wurde Mayers costa-ricanische Meisterin im Kugelstoßen.

## Persönliche Bestleistungen
- Kugelstoßen: 14,90 m, 9. Juli 2021 in San José (costa-ricanischer Rekord)
- Speerwurf: 42,85 m, 27. Juni 2021 in San José